# Campionato di pallacanestro femminile FIAF 1925
Il campionato di pallacanestro femminile della FIAF 1925 è stato il secondo organizzato in Italia. È stato vinto dalla Ginnastica Pro Patria et Libertate sul Club Atletico Torino.

## Verdetto
- Campione d'Italia:  Ginnastica Pro Patria et Libertate

Formazione: Maria Piantanida, Lina Banzi, Giuseppina Ferré, Reginetta De Simoni, Sidonia Radice.